# Komitat Turóc
Das Komitat Turóc (veraltet auch Komitat Turócz, ungarisch Turóc vármegye, slowakisch Turčianska župa lateinisch comitatus Thurociensis) war eine Verwaltungseinheit im Norden des Königreichs Ungarn. Verwaltungssitz war Turócszentmárton.
Die Bezeichnung ist vom Namen des Flusses Turóc (deutsch Turz, slowakisch Turiec) abgeleitet, der die Landschaft durchfließt.
Das Komitat lag in der heutigen nördlichen Mittelslowakei, und der slowakische Name Turiec wird jetzt als inoffizielle Bezeichnung für dieses Gebiet und als offizielle Bezeichnung einer Tourismusregion verwendet.

## Lage

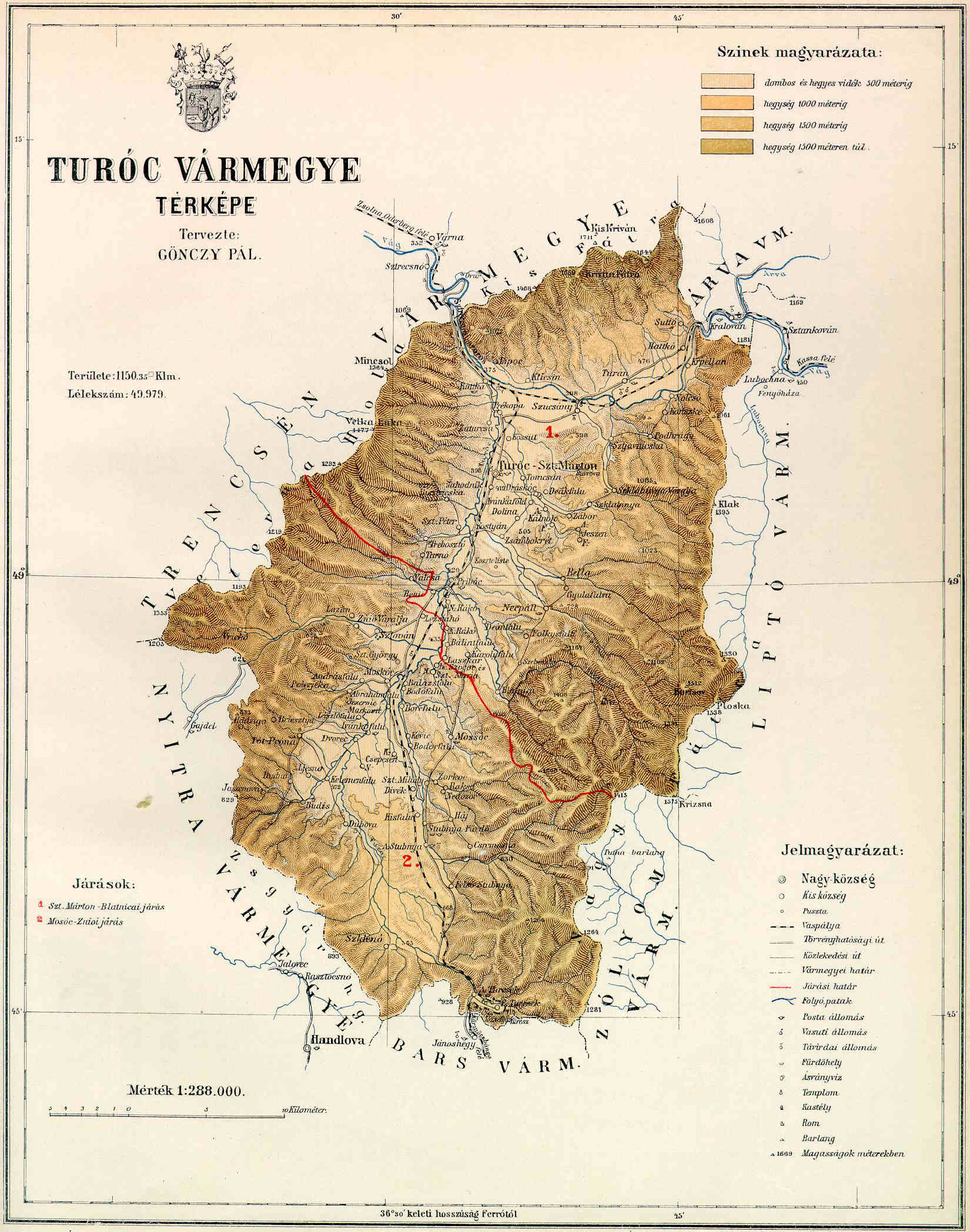
Karte des Komitats Turóc um 1890

Das Komitat Turóc grenzte an die Komitate Árva (im Norden), Trentschin (Trencsén, im Nordwesten), Neutra (Nyitra, im Südwesten), Bars (im Süden), Sohl (Zólyom, im Südosten) sowie an das Komitat Liptau (Liptó, im Nordosten).
Sie wurde von den beiden Fatra-Gebirgen (Große Fatra im Osten, Kleine Fatra im Nordwesten) begrenzt und vom Fluss Turóc (heute slowakisch Turiec) durchflossen. 1910 umfasste das Gebiet eine Fläche von 1.123 km² und hatte 55.703 Einwohner.

## Verwaltungssitze
Die ursprünglichen Komitatssitze waren zugleich die Burg Szklabinya (heute Sklabiňa) und die Stadt Turócszentmárton (heute Martin), seit 1772 dann nur mehr Turócszentmárton.

## Geschichte

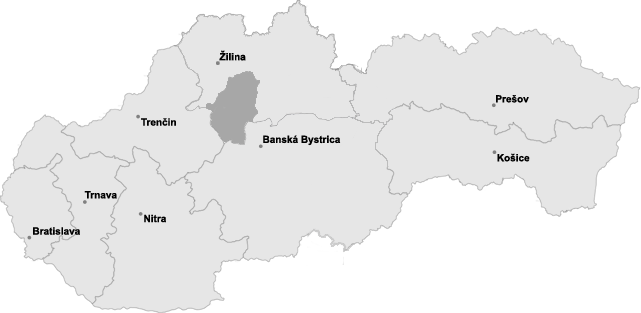
Lage der Region Turiec in der Slowakei

Das Komitat Turóc entstand um 1330. Ende 1918 wurde das Gebiet durch tschechoslowakische Truppen besetzt und kam durch den Vertrag von Trianon 1920 zur Tschechoslowakei. Die Gespanschaft bestand bis 1922 weiter (Turčianska stolica).
1939, kurz vor dem Ausbruch des Zweiten Weltkriegs, nachdem die Tschechoslowakei aufgelöst worden war, wurde Turóc ein Teil der unabhängigen Slowakei. Nach dem Krieg wurde die Tschechoslowakei wiederhergestellt und 1993 wieder aufgelöst.
Das Gebiet des Komitats wurde chronologisch wie folgt administrativ eingegliedert:
- 1918–1922: Turčianska stolica (Turzer Gespanschaft), CS
- 1923–1928: Považská župa (Waager Gespanschaft), CS (genauer Okres Martin)
- 1928–1939: Slovenská krajina/zem (Slowakisches Land), CS
- 1940–1945: Tatranská župa (Tatraer Gespanschaft), SK
- 1945–1948: Slovenská krajina (Slowakisches Land), CS
- 1949–1960: Žilinský kraj (Silleiner Landschaftsverband – mit dem heutigen nicht zu verwechseln), CS
- 1960–1990: Stredoslovenský kraj (Mittelslowakischer Landschaftsverband), CS
- seit 1996: Žilinský kraj (Silleiner Landschaftsverband), SK

## Bezirksunterteilung

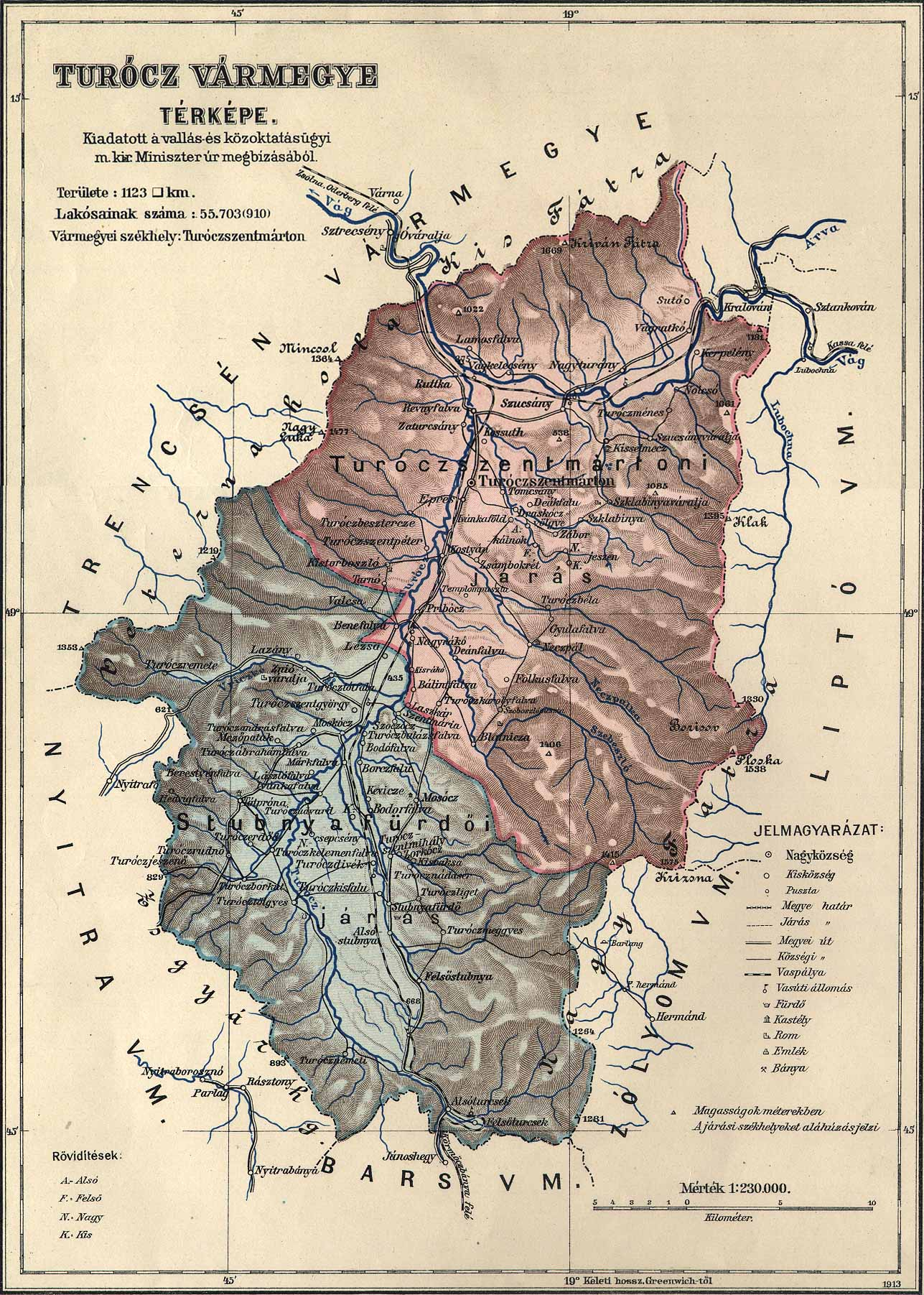
Administrative Karte

Das Komitat war im frühen 20. Jahrhundert in folgende Stuhlbezirke eingeteilt (nach dem Namen des Verwaltungssitzes benannt):
| Stuhlbezirke (járások) | Stuhlbezirke (járások)                 |
| Stuhlbezirk            | Verwaltungssitz                        |
| ---------------------- | -------------------------------------- |
| Turócszentmárton       | Turócszentmárton, heute Martin         |
| Stubnyafürdő           | Stubnyafürdő, heute Turčianske Teplice |